# Thoracochaeta securis
Thoracochaeta securis är en tvåvingeart som beskrevs av Marshall och Rohacek 2000. Thoracochaeta securis ingår i släktet Thoracochaeta och familjen hoppflugor.
Artens utbredningsområde är Namibia. Inga underarter finns listade i Catalogue of Life.